# BGS
BGS (Bart Guard Services) este o companie de pază și de protecție din România. A fost înființată în anul 1994 și este deținută de frații Bogdan Oprea, Costin Oprea și Daniel Oprea.
Grupul BGS este format din diviziile: BGS Divizia de Securitate, BGS Monitorizare și Intervenție, BGS Security Control, BGS Tehnic, BGS Divizia Medicală și Asociația BGS pentru Oameni.
În anul 2008, compania avea 4.000 de angajați și 100 de echipaje de intervenție și o cifră de afaceri de 18 milioane euro.
BGS era a doua companie din piața serviciilor de securitate privată din România după cifra de afaceri în 2012 (cu 26 de milioane de euro), având 2.850 de angajați, în urma G4S.